# Chicago Bulls 2003-2004
La stagione 2003-04 dei Chicago Bulls fu la 38ª nella NBA per la franchigia.
I Chicago Bulls arrivarono ottavi nella Central Division della Eastern Conference con un record di 23-59, non qualificandosi per i play-off.

## Roster
| N° | Naz.                   | Ruolo | Sportivo         | Anno | Alt. | Peso |
| -- | ---------------------- | ----- | ---------------- | ---- | ---- | ---- |
| 1  | Stati Uniti (bandiera) | G     | Jamal Crawford   | 1980 | 198  | 84   |
| 2  | Stati Uniti (bandiera) | C     | Eddy Curry       | 1982 | 211  | 129  |
| 3  | Stati Uniti (bandiera) | C     | Tyson Chandler   | 1982 | 216  | 107  |
| 5  | Stati Uniti (bandiera) | GA    | Jalen Rose       | 1973 | 203  | 95   |
| 6  | Stati Uniti (bandiera) | GA    | Chris Jefferies  | 1980 | 203  | 102  |
| 8  | Stati Uniti (bandiera) | A     | Linton Johnson   | 1980 | 203  | 93   |
| 9  | Stati Uniti (bandiera) | G     | Rick Brunson     | 1972 | 193  | 86   |
| 11 | Stati Uniti (bandiera) | A     | Jerome Williams  | 1973 | 206  | 93   |
| 12 | Stati Uniti (bandiera) | G     | Kirk Hinrich     | 1981 | 191  | 86   |
| 13 | Stati Uniti (bandiera) | G     | Kendall Gill     | 1968 | 196  | 88   |
| 15 | Stati Uniti (bandiera) | GA    | Jannero Pargo    | 1979 | 185  | 79   |
| 20 | Stati Uniti (bandiera) | A     | Ronald Dupree    | 1981 | 201  | 95   |
| 21 | Stati Uniti (bandiera) | A     | Marcus Fizer     | 1978 | 206  | 119  |
| 31 | Stati Uniti (bandiera) | G     | Roger Mason      | 1980 | 196  | 91   |
| 32 | Stati Uniti (bandiera) | GA    | Eddie Robinson   | 1976 | 203  | 95   |
| 33 | Stati Uniti (bandiera) | GA    | Scottie Pippen   | 1965 | 203  | 95   |
| 34 | Stati Uniti (bandiera) | AC    | Antonio Davis    | 1968 | 206  | 98   |
| 35 | Stati Uniti (bandiera) | A     | Lonny Baxter     | 1979 | 203  | 118  |
| 42 | Stati Uniti (bandiera) | A     | Donyell Marshall | 1973 | 206  | 99   |
| 43 | Stati Uniti (bandiera) | A     | Corie Blount     | 1969 | 206  | 109  |
| 45 | Stati Uniti (bandiera) | A     | Paul Shirley     | 1977 | 208  | 104  |

## Staff tecnico
- Allenatori: Bill Cartwright (4-10) (fino al 24 novembre)[1], Pete Myers (0-2) (dal 24 al 27 novembre)[2], Scott Skiles (19-47)
- Vice-allenatori: Ron Adams, Johnny Bach, Pete Myers (fino al 24 novembre e dal 27 novembre), Bob Thornton
- Vice-allenatore/scout: Mike Wilhelm
- Preparatore atletico: Fred Tedeschi
- Assistente preparatore atletico: Eric Waters
- Preparatore fisico: Erik Helland
- Assistente preparatore fisico: Jeff Macy